# Krzysztof Czacharowski

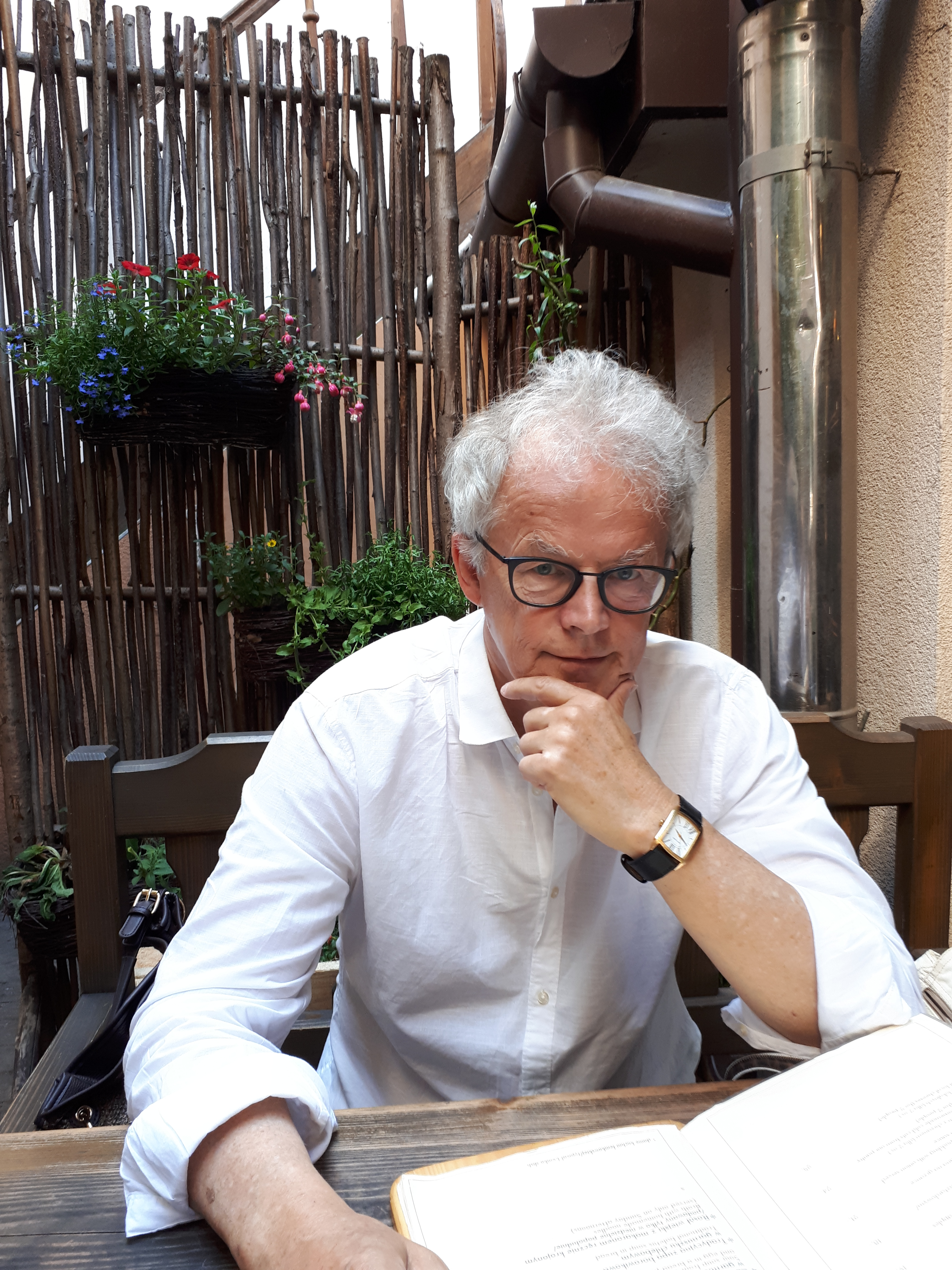
Krzysztof Czacharowski w Krakowie (czerwiec 2019)

Krzysztof Czacharowski (ur. 2 lipca 1957 w Lubawie) – polski poeta i pedagog. Debiutował w 1979 r. na łamach miesięcznika „Poezja”. Laureat III edycji Konkursu Poetyckiego im. x. Józefa Baki (2001). Jego wiersze były publikowane między innymi w czasopismach „Fronda”, „Przegląd Artystyczno-Literacki”, „Arcana” i "Nowy Napis Co Tydzień". Mieszka w Olsztynie. W 2020 roku został wyróżniony Nagrodą Literacką Czterech Kolumn za tom „Śpiewnik z oka”, który określono "jednym z najważniejszych wydarzeń literackich roku".

## Twórczość
- Wiersze, Decora, Olsztyn 1993
- Papierówka, Biblioteka Frondy, Warszawa 2002
- Śpiewnik z oka, Wydawnictwo ARCANA, Kraków 2020